# 원원류

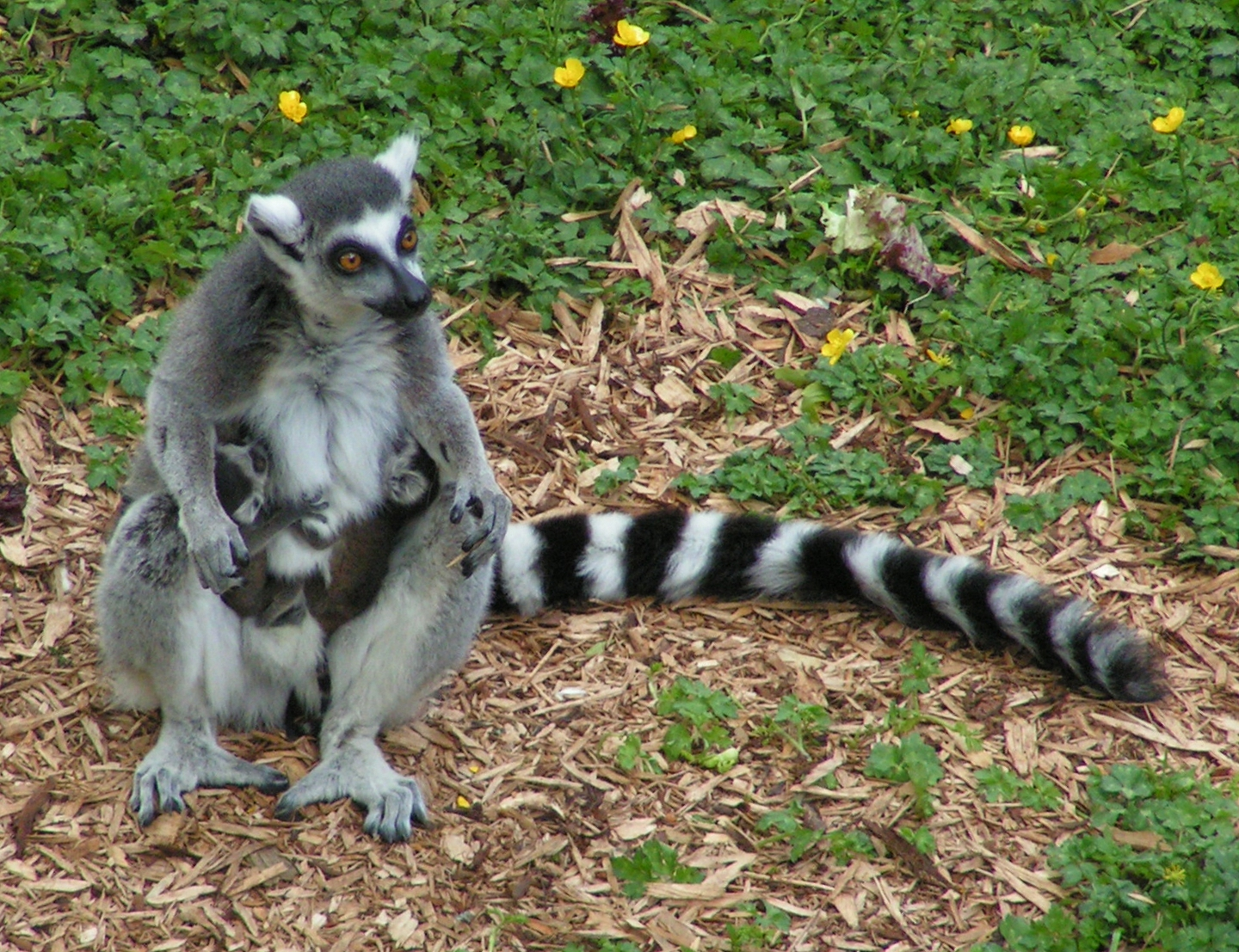
호랑이꼬리여우원숭이 (Lemur catta)는 여우원숭이과에 속하는 원원류의 일종이다.

원원류(原猿類, Prosimians)는 원숭이와 유인원을 제외한 영장류로 정의된다. 원원류는 그 중에서도 특히, 여우원숭이와 아이아이, 부시베이비 그리고 안경원숭이를 포함하고 있다. 이들은 원숭이와 유인원들보다는 더 원시적인 특징을 지니고 있는 것으로 간주되고 있다. 원원류는 마다가스카르가 원산인 유일한 영장류이며, 아프리카와 아시아에서 또한 발견된다. 안경원숭이를 제외하고 현존하는 모든 원원류는 곡비원아목에 속한다. 안경원숭이뿐만 아니라 일부 현존하는 원원류는 원숭이 및 유인원과 더 최근의 공통 조상을 공유하고 있기 때문에, 원원류는 단일한 계통군이 아닌 측계통군에 속한다.

## 분류
- 영장목 (Primates)
  - 
    - 여우원숭이하목 (Lemuriformes)
      - 난쟁이여우원숭이과 (Cheirogaleidae)
      - 아이아이과 (Daubentoniidae)
      - 여우원숭이과 (Lemuridae)
      - 족제비여우원숭이과 (Lepilemuridae)
      - 인드리과 (Indridae)

    - 로리스하목 (Lorisiformes)
      - 로리스과 (Lorisidae)
      - 갈라고과 (Galagidae)안경원숭이

    - 안경원숭이하목 (Tarsiiformes)
      - 안경원숭이과 (Tarsiidae) : 안경원숭이

    - 원숭이하목
    - 직비원류

(Simiiformes) : 원숭이와 유인원
- -     -       - 광비원소목

(Platyrrhini) : 신세계원숭이 (5개 과)
- -     -       - 협비원소목 (Catarrhini) : 구세계원숭이와 유인원 (3개 과)

## 같이 보기
- 영장류 속 목록
- 영장류 종 목록